# Ambassade de France au Bangladesh
L'ambassade de France au Bangladesh est la représentation diplomatique de la République française auprès de la république populaire du Bangladesh. Elle est située à Dacca, la capitale du pays, et son ambassadrice est, depuis 2022, Marie Masdupuy.

## Ambassade
L'ambassade est située sur Madani Avenue, dans l'enclave diplomatique de Baridhara à Dacca. Elle accueille aussi une section consulaire.

## Ambassadeurs de France au Bangladesh
| De   | À    | Ambassadeur                   |
| ---- | ---- | ----------------------------- |
| 1972 | 1974 | Pierre Millet                 |
| 1974 | 1978 | Robert Duvauchelle            |
| 1978 | 1982 | Louis Moreau                  |
| 1982 | 1985 | Samuel Le Caruyer de Beauvais |
| 1985 | 1989 | Stanislas Filliol             |
| 1989 | 1992 | Serge Degallaix               |
| 1992 | 1995 | Jean-Michel Lacombe           |
| 1995 | 1999 | Renée Veyret                  |
| 1999 | 2000 | Alain Briottet                |
| 2000 | 2004 | Michel Lummaux                |
| 2004 | 2008 | Jacques-André Costilhes       |
| 2008 | 2012 | Charley Causeret              |
| 2012 | 2014 | Michel Trinquier              |
| 2014 | 2017 | Sophie Aubert                 |
| 2017 | 2019 | Marie-Annick Bourdin          |
| 2019 | 2022 | Jean-Marin Schuh              |
| 2022 | auj. | Marie Masdupuy                |

## Consulat
Outre la section consulaire de l'ambassade à Dacca, il existe un consul honoraire basé à Chittagong, seconde ville du pays.

### Communauté française
Au 31 décembre 2016, 237 Français sont inscrits sur les registres consulaires au Bangladesh.
| 2001 | 2002 | 2003 | 2004 |
| ---- | ---- | ---- | ---- |
| 164  | 164  | 155  | 125  |

| 2005 | 2006 | 2007 | 2008 |
| ---- | ---- | ---- | ---- |
| 159  | 170  | 157  | 164  |

| 2009 | 2010 | 2011 | 2012 |
| ---- | ---- | ---- | ---- |
| 181  | 208  | 235  | 233  |

| 2013 | 2014 | 2015 | 2016 |
| ---- | ---- | ---- | ---- |
| 231  | 272  | 242  | 237  |

### Circonscriptions électorales
Depuis la loi du 22 juillet 2013 réformant la représentation des Français établis hors de France avec la mise en place de conseils consulaires au sein des missions diplomatiques, les ressortissants français d'une circonscription recouvrant le Bangladesh, l'Inde (1re circonscription), le Népal et le Sri Lanka élisent pour six ans quatre conseillers consulaires. Ces derniers ont trois rôles : 
1. ils sont des élus de proximité pour les Français de l'étranger ;
2. ils appartiennent à l'une des quinze circonscriptions qui élisent en leur sein les membres de l'Assemblée des Français de l'étranger ;
3. ils intègrent le collège électoral qui élit les sénateurs représentant les Français établis hors de France.

Pour l'élection à l'Assemblée des Français de l'étranger, le Bangladesh appartenait jusqu'en 2014 à la circonscription électorale de New Delhi, comprenant aussi l'Afghanistan, l'Inde (sauf Pondichéry), l'Iran, les Maldives, le Népal, le Pakistan et le Sri Lanka, et désignant deux sièges. Le Bangladesh appartient désormais à la circonscription électorale « Asie-Océanie » dont le chef-lieu est Hong Kong et qui désigne neuf de ses 59 conseillers consulaires pour siéger parmi les 90 membres de l'Assemblée des Français de l'étranger.
Pour l'élection des députés des Français de l’étranger, le Bangladesh dépend de la 11e circonscription.